# Christian West Bayne-Jardine
Christian West Bayne-Jardine, britanski general, * 1888, † 1959.